# Estero Muqueral
Der Estero Muqueral ist ein Fluss in Chile. Er liegt in der Región del Bío-Bío etwa 400 Kilometer südlich der Hauptstadt Santiago de Chile.